# 安平生
安平生（1917年—1999年），男，陕西盩厔人，中华人民共和国政治人物。

## 生平
安平生早年奔赴延安，就读于中国人民抗日军政大学，此后担任理论和教学工作。中华人民共和国成立后，担任广东省人民政府秘书长、中共中央华南分局农村工作部副部长、部长。1955年，担任中共广东省委农村工作部部长。次年担任广东省人民委员会副省长。1975年，任中共广西壮族自治区党委第一书记；兼任广西军区第一政委。1977年，调任中共云南省委第一书记、省革委会主任、云南省军区第一政委。1979年，任昆明军区第一政委、云南省第五届人大常委会主任。此后任中共中央顾问委员会委员。